# Čeng Siao-sü
Čeng Siao-sü, zjednodušená čínština: 郑孝胥; tradiční čínština: 鄭孝胥; pinyin: Zhèng Xiàoxū; Wade–Giles: Chêng Hsiao-hsü (2. dubna 1860 Su-čou – 28. března 1938 Hsinking) byl čínský politik, státník, diplomat a umělec. Byl loajální čínské dynastii Čching V letech 1932–1935 byl předsedou vlády v Japonci řízeném loutkovém státu Mandžukuo.

## Životopis

### Raný život a diplomatická kariéra v Japonsku
Narodil se roku 1860 ve městě Su-čou v provincii Ťiang-su. Roku 1882 dokončil střední školu. O tři roky později se stal asistentem čínského státníka Li Chung-čanga. V roce 1891 byl jmenován tajemníkem na čínské ambasádě v Tokiu. Pracoval na čínských konzulátech v Tokiu (čtvrť Cukii) v Osace a v Kóbe. Během svého pobytu v posledním zmíněném městě měl čilé styky s místní čínskou komunitou a pomáhal založit její spolek. Setkal se také s řadou japonských vlivných politiků a vědců, např. Ito Hirobumi, Mucu Munemicu a Naito Toradžiro.

### Návrat do Číny a život za republiky
Po vypuknutí první čínsko-japonské války roku 1894 byl Čeng nucen Japonsko opustit. Vrátil se tedy do Číny, kde se připojil k sekretariátu Čang Č'-tunga, císařského poradce pro reformy. Později dostal vysokou pozici v čínské zahraniční politice. Po neúspěšném programu Sto dní reforem zastával vysoké vládní pozice ve střední a jižní Číně. Po revoluci roku 1911 zůstal Čeng loajální císaři a odmítl vykonávat úřady v nově vzniklé republice. Místo toho se stáhl z veřejného života a žil v ústraní v Šanghaji, kde se věnoval kaligrafii, poezii, umění a psal rozsáhlé kritické články, namířené proti Kuomintangu, který považoval za „bandu zlodějů“.

### V blízkosti císaře, spolupráce s Japonci
Roku 1929 bývalý čínský císař, nyní zajatec v Zakázaném městě, Pchu I, povolal Čenga k sobě, aby mu pomohl reorganizovat císařskou domácnost. Stal se císařovým blízkým poradcem a pomohl mu odjet do zahraniční koncese v Tiencinu potom, co byl vyhnán ze zakázaného města. Tajně se zde stýkal s japonskými diplomaty a tajnými společnostmi v Číně a diskutoval s nimi o možnosti obnovit vládu dynastie Čching v Japonci okupovaném Mandžusku. Po Mukdenském incidentu a následné japonské okupaci Mandžuska roku 1931 hrál Čeng důležitou roli při vytváření státu Mandžukuo a o rok později se stal jeho prvním ministerským předsedou. Čeng také složil slova jeho první národní hymny. Po celou dobu své služby tomuto státu Čeng doufal, že by se Mandžukuo mohlo stát odrazovým můstkem k obnově císařství v celé Číně, ale brzy zjistil, že Japonci – skuteční vládci Mandžukua, jeho nadšení nesdílí.
Jako předseda vlády státu Mandžukuo Čeng často nesouhlasil s postupy japonské okupační moci. Roku 1935 ze zdravotních důvodů odstoupil a o tři roky později, roku 1938 zemřel za záhadných okolností. Byl mu vystrojen honosný státní pohřeb.

## Dílo
I když je Čeng většinou znám právě pro svoji spolupráci s Japonci, je mnohými ceněn také jako vynikající básník a kaligraf. Jeho deník dodnes slouží historikům jako cenný zdroj.